# Велоспорт на летних Олимпийских играх 1896 — 12-часовая гонка
12-часовая гонка на велотреке среди мужчин на летних Олимпийских играх 1896 прошла 12 апреля. Приняли участие семь спортсменов из четырёх стран. Гонка началась в 5:00, закончилась в 17:00.

## Призёры
| Золото               | Серебро                     | Бронза |
| Адольф Шмаль Австрия | Фрэнк Кипинг Великобритания | —      |

## Соревнование
| Место | Спортсмен                      | Расстояние |
| ----- | ------------------------------ | ---------- |
| 1     | Адольф Шмаль (AUT)             | 314,997 км |
| 2     | Фрэнк Кипинг (GBR)             | 314,664 км |
| —     | Никос Ловердос (GRE)           | DNF        |
| —     | А. Трифиатис-Трипиарис (GRE)   | DNF        |
| —     | Йозеф Вельценбахер (GER)       | DNF        |
| —     | Константинос Константину (GRE) | DNF        |
| —     | Георгиус Параскевопулос (GRE)  | DNF        |

Многие участники сошли с дистанции ещё до полудня, осталось только двое участника — австриец Адольф Шмаль и британец Фрэнк Кипинг, которые и разыграли медали — Шмаль стал первым, опередим соперника на один круг, а Кипинг стал вторым, третье место не было занято.
Из-за плохой погоды и монотонности гонки зрителей на трибунах было очень мало.